# 方枝柏
方枝柏（学名：Sabina saltuaria），为柏科圆柏属下的一个植物种。